# Agnelli (Familie)
Agnelli ist der Name einer italienischen Unternehmerfamilie, deren Mitglieder unter anderem die Mehrheit am Fiat-Chrysler-Konzern hielten. Es handelt sich um Nachkommen des Turiner Politikers und Unternehmers Edoardo Agnelli (1831–71). Sein Sohn Giovanni Agnelli senior gehörte zu den acht Gründern des Unternehmens Fiat S.p.A. Dessen Nachkommen haben die Geschichte der italienischen Automobilindustrie geprägt und sind seit 1923 Sponsoren des Fußballunternehmens Juventus Turin. Die Familie vergab zwischen 1987 und 2001 einen Agnelli-Preis.

## Genealogie
- Edoardo Agnelli (1831–1871), Großgrundbesitzer und Politiker
  - Giovanni Agnelli senior (1866–1945) „Il Senatore“, Mitbegründer des Fiat-Konzerns
    - Edoardo Agnelli (1892–1935), Sohn von Giovanni Agnelli, Großindustrieller
      - Clara „Claire Jeanne“ Agnelli (1920–2016), Ehefrau von Tassilo Fürstenberg von 1938 bis 1975
        - Ira von Fürstenberg (1940–2024), Schauspielerin und Schmuckdesignerin
          - Christoph von Hohenlohe (1956–2006)
          - Hubertus von Hohenlohe (* 1959)

        - Egon von Fürstenberg (1946–2004), Schweizer Modedesigner
        - Sebastian Fürstenberg (* 1950)

      - Giovanni (Gianni) Agnelli (1921–2003) „L’Avvocato“, Sohn von Edoardo und Enkel von Giovanni Agnelli, langjähriger Geschäftsführer des Fiat-Konzerns, verheiratet mit Marella Caracciolo di Castagneto (1927–2019)
        - Edoardo Agnelli junior (1954–2000)
        - Margherita Agnelli (* 1955)
          - John Elkann (* 1976), Enkel von Gianni Agnelli, Aufsichtsratsvorsitzender des Stellantis-Konzerns, Ferrari und der Investmentgesellschaft Exor
          - Lapo Elkann (* 1977), Unternehmer
          - Ginevra Elkann (* 1979), Filmregisseurin

      - Susanna Agnelli (1922–2009), Politikerin
      - Umberto Agnelli (1934–2004) „Il Dottore“, Manager im Fiat-Konzern und Präsident von Juventus Turin, verheiratet mit Antonella Bechi Piaggio (1938–1999), später mit Donna Allegra Caracciolo di Castagneto (* 1945), aus dieser Ehe die Kinder
        - Giovanni Alberto Agnelli (1964–1997), Manager
        - Andrea Agnelli (* 1975), Unternehmer und ehemaliger Präsident von Juventus Turin